# Magnesi
Magnesi (tiếng Việt: Magiê, Latinh: Magnesium) là nguyên tố hóa học trong bảng tuần hoàn nguyên tố có ký hiệu Mg và số nguyên tử bằng 12.

## Thuộc tính
Magnesi là kim loại tương đối cứng, màu trắng bạc, nhẹ (chỉ nặng khoảng {\displaystyle {\tfrac {2}{3}}} nhôm nếu cùng thể tích) bị xỉn nhẹ đi khi để ngoài không khí. Ở dạng bột, kim loại này bị đốt nóng và bắt lửa khi để vào chỗ ẩm và cháy với ngọn lửa màu trắng. Khi ở dạng tấm dày, nó khó bắt lửa, nhưng khi ở dạng lá mỏng thì nó bắt cháy rất dễ. Khi đã bắt lửa, rất khó dập, nó có thể cháy trong nitơ (tạo ra magnesi nitride) và cả trong carbon dioxide. Magnesi không tan trong nước nhưng nước nóng đun sôi thì có thể hòa tan Magnesi.

## Lịch sử
Tên gọi của nó có nguồn gốc từ tiếng Hy Lạp, khi chỉ tới một khu vực ở Thessaly gọi là Magnesia. Người Anh Joseph Black nhận ra magnesi là một nguyên tố vào năm 1755, Năm 1808, Sir Humphrey Davy bằng điện phân đã cô lập được kim loại magnesi nguyên chất từ hỗn hợp của magnesia và HgO. Năm 1831, A. A. B. Bussy điều chế được nó trong dạng cố kết. Magnesi là nguyên tố phổ biến thứ 8 trong vỏ Trái Đất. Nó là một kim loại kiềm thổ, vì thế không tồn tại trong tự nhiên ở dạng đơn chất. Nó được tìm thấy trong các khoáng chất như magnesit, dolomit v.v.

## Ứng dụng
Nó được sử dụng để làm cho hợp kim nhẹ bền, đặc biệt là cho ngành công nghiệp hàng không vũ trụ, và cũng được sử dụng trong flashbulbs và pháo hoa bởi vì nó đốt cháy với một ngọn lửa trắng rực rỡ.
Các hợp chất của magnesi, chủ yếu là magnesi oxide, được sử dụng như là vật liệu chịu lửa trong các lò sản xuất sắt và thép, các kim loại màu, thủy tinh hay xi măng. Magnesi oxide và các hợp chất khác cũng được sử dụng trong nông nghiệp, công nghiệp hóa chất và xây dựng. Nó được sử dụng để tạo các hợp kim nhôm - magnesi dùng trong sản xuất vỏ đồ hộp, cũng như trong các thành phần cấu trúc của ô tô và máy móc. Ngoài ra magnesi kim loại còn được sử dụng để khử lưu huỳnh từ sắt hay thép.
Các công dụng khác:
- Magnesi, giống như nhôm, là cứng và nhẹ, vì thế nó được sử dụng trong một số các thành phần cấu trúc của các loại xe tải và ô tô dung tích lớn. Đặc biệt, các bánh xe ô tô cấp cao được làm từ hợp kim magnesi được gọi là mag wheels (tiếng Anh, nghĩa là bánh xe magnesi).
- Các tấm khắc quang học trong công nghiệp in.
- Nằm trong hợp kim, nó là quan trọng cho các kết cấu máy bay và tên lửa.
- Khi pha thêm vào nhôm, nó cải thiện các tính chất cơ-lý, làm nhôm dễ hàn và dễ chế tạo hơn.
- Là tác nhân bổ sung trong các chất nổ thông thường và sử dụng trong sản xuất gang cầu.
- Là chất khử để sản xuất urani tinh khiết và các kim loại khác từ muối của chúng.
- Magnesi hydroxide Mg(OH)2 được sử dụng trong sữa magnesi, magnesi chloride và magnesi sulfat trong các muối Epsom và magnesi citrat được sử dụng trong y tế.
- Magnesi oxide được dùng để tạo ra lò sưởi và lò luyện kim vì nhiệt độ nóng chảy của nó là rất cao.
- Bột magnesi carbonat (MgCO3) được sử dụng bởi các vận động viên điền kinh như các vận động viên thể dục dụng cụ và cử tạ, để cải thiện khả năng nắm chặt dụng cụ.
- Magnesi stearat là chất bột màu trắng dễ cháy với các thuộc tính bôi trơn. Trong công nghệ dược phẩm nó được sử dụng trong sản xuất các viên thuốc nén, để ngăn cho các viên nén không bị dính vào thiết bị trong quá trình nén thuốc.
- Các sử dụng khác bao gồm đèn flash trong nhiếp ảnh, pháo hoa, bao gồm cả bom cháy.

## Hợp chất trong cơ thể sống
Magnesi hữu cơ là quan trọng cho cả thực vật và động vật. Chất diệp lục (Chlorophyll) là các porphyrin có magnesi ở trung tâm. Khẩu phần dinh dưỡng của người lớn là 300-400 mg/ngày, phụ thuộc vào tuổi tác, giới tính, trọng lượng. Nhiều loại enzyme cần có cation magnesi cho các phản ứng xúc tác của chúng, đặc biệt là các enzyme sử dụng ATP. Không đủ magnesi trong cơ thể sinh ra các chứng co thắt cơ, và nó liên quan đến các chứng bệnh tim mạch (cardiovascular), tiểu đường, huyết áp cao và loãng xương. Sự thiếu hụt cấp tính là hiếm hơn.

## Các nguồn thức ăn
Các loại rau xanh như rau bi na (spinach) cung cấp nhiều magnesi vì nguyên tử trung tâm của chất diệp lục là magnesi. Các loại quả hạch, hạt, một số ngũ cốc là nguồn cung cấp magnesi.
Việc ăn uống nhiều loại thức ăn khác nhau sẽ cung cấp tương đối đầy đủ magnesi cho cơ thể.
Magnesi trong các loại lương thực, thực phẩm chế biến quá kỹ thông thường bị mất nhiều magnesi. Ví dụ, bánh mì trắng thông thường có ít magnesi hơn bánh mì đen vì cám và phôi giàu magnesi đã bị loại bỏ khi làm trắng bột mì.
Nước có thể cung cấp magnesi, nhưng lượng magnesi này thường nhỏ và dao động theo nguồn nước. Nước "cứng" chứa nhiều magnesi hơn nước "mềm". Các nghiên cứu về dinh dưỡng không tính đến lượng magnesi này, và do vậy có thể dẫn đến việc tính không đầy đủ lượng magnesi cần thiết cho cơ thể.
Dưới đây là một số loại thức ăn và lượng magnesi chúng có:
- Rau bi na (1/2 chén) = 80 miligam (mg)
- Dầu lạc (2 thìa chè) = 50 mg
- Các loại đậu mắt đen (1/2 chén) = 45 mg
- Sữa, ít béo (1 cup) = 40 mg

## Đồng vị
24Mg là đồng vị ổn định có ứng dụng trong địa chất học, tương tự như 26Al.24Mg là sản phẩm phân rã của 26Al, có chu kỳ bán rã 717.000 năm. Sự giàu có của 24Mg ổn định được tìm thấy trong một số thiên thạch chondrit carbon giàu Ca-Al. Sự phổ biến bất thường của 26Mg là do sự phân rã của 26Al trong các thiên thạch này. Vì thế, thiên thạch phải được tạo ra trong tinh vân trước khi 26Al phân rã. Vì điều này, các mảnh vỡ thiên thạch là những vật thể già nhất trong hệ Mặt Trời và chúng chứa thông tin về lịch sử của hệ Mặt Trời trong giai đoạn đầu tiên của nó.

## Cảnh báo
Magnesi kim loại và hợp kim là rất dễ cháy trong dạng nguyên chất và dễ chảy khi ở dạng bột. Magnesi phản ứng và giải phóng nhiệt rất nhanh khi tiếp xúc với không khí hay nước và cát, Mg có tính khử rất mạnh, nên có thể "lấy Oxi" từ không những H2O, CO2, mà cả trong cát (SiO2) :
2Mg (rắn) + SiO2 (rắn) → 2MgO (rắn) + Si (rắn)
Cần phải đeo kính khi làm việc với magnesi. Ánh sáng trắng chói lòa của magnesi có thể làm tổn thương mắt. Không được dùng nước để dập ngọn lửa cháy do magnesi, vì nó làm ngọn lửa cháy to hơn, theo phản ứng sau:
Mg (rắn) + 2H2O (lỏng) → Mg(OH)2 (dung dịch) + H2 (khí)
Các bình cứu hỏa chứa dioxide carbon CO2 cũng không được dùng do magnesi cháy trong carbon dioxide :
2Mg (rắn) + CO2 (khí) → 2MgO (rắn) + C (rắn)
Phải dập lửa bằng các bình cứu hỏa bằng hóa chất khô cấp D (nếu có) hoặc dùng bột phủ vào để dập lửa do Magnesi gây nên
Mức cao nhất theo DRI để hấp thụ magnesi là 350 mg/ngày. Triệu chứng chung của thừa magnesi là tiêu chảy. Không được cấp cho trẻ em các loại hình thuốc chứa magnesi.